# Emil Walter (Fußballspieler)

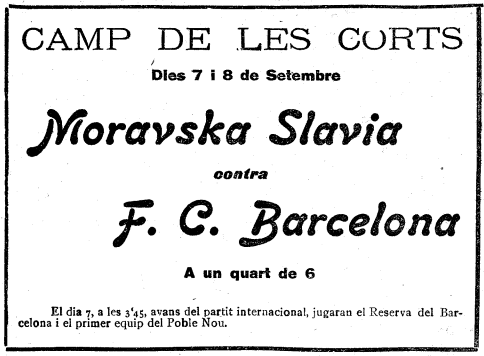
Anzeige aus El Mundo Deportivo für Spiele gegen Moravská Slavia im September 1924

Barcelona - Pokalsieger 1928: Forns (Trainer), Mas, Castillo, Llorens, Walter, Guzmán, Carulla und Plattkó. Vorne: Piera, Sastre, Samitier, Arocha und Sagi.

Emil Walter (* 7. April 1900 in Pforzheim; † 1. März 1952 ebenda), in Spanien auch Emilio oder katalanisch Emili Walter, war ein deutscher Fußballspieler. Der rechte Verteidiger spielte von 1924 bis 1931 für den FC Barcelona, mit dem er dreimal die Copa del Rey, den nationalen Pokalwettbewerb, gewann – bis 1928 der einzige nationale Fußballwettbewerb in Spanien. Am Ende der Premierenspielzeit 1929 der neu geschaffenen Primera División, die höchste Spielklasse im spanischen Fußball gewann er mit seiner Mannschaft die erste Meisterschaft.
Er gilt als einer der Eckpfeiler der ersten Goldenen Ära de FC Barcelona. Für den Verein bestritt er 247 Pflicht- und Freundschaftsspiele (39 im Pokal, zwei Tore und 42 in der Primera División, drei Tore) und gewann zudem auch fünfmal die katalanische Meisterschaft.

## Karriere
Emil Walter spielte bereits im Alter von 16 Jahren in der ersten Mannschaft des in seinem Geburtsort ansässigen Vereins Germania Brötzingen, bis ihn berufliche Gründe 1922 nach Spanien führten. In Figueres in der katalanischen Provinz Girona, etwa 140 km von Barcelona entfernt, hatte der gelernte Kaufmann ein Stellenangebot einer Eisenwarenfirma erhalten und, mitten in der Wirtschaftskrise in Deutschland, in der es kaum etwas zu verdienen gab, gerne angenommen. Anderweitig wird berichtet, dass er nach Spanien ging, um die Sprache zu erlernen.
Sein dortiger Arbeitgeber war gleichzeitig Vorsitzender des lokalen Fußballvereins, so dass er schon zwei Wochen nach seiner Ankunft in Spanien im März 1922 für Unió Esportiva Figueres im regionalen Ligabereich spielte. Dort wurde er durch seine herausragenden Leistungen und seine außergewöhnliche Schusskraft schnell zu einer regionalen Berühmtheit. „Wenn Emilio abzog, erzitterte die Luft“, heißt es laut einem Zitat seines damaligen Managers Josep Jou in der Vereinschronik von UE Figueres. Bald wurde er auch in die Auswahl Kataloniens berufen, mit der er im Februar 1923 nur knapp mit 1:2 gegen den FC Barcelona unterlag.
Der FC Barcelona mit seinem englischen Trainer Jack Greenwell hätte ihn gerne sofort verpflichtet, doch Walter war noch durch einen Arbeitsvertrag gebunden, so dass er erst ab der Spielzeit 1924, nach einem Probetraining mit weiteren Kandidaten, zum FC Barcelona wechseln konnte. 
Walter gab seinen Einstand Anfang September 1924 bei zwei Freundschaftsspielen gegen Moravská Slavia Brno die recht problemlos gewonnen wurden. Einen Monat später folgte das erste Spiel um die Katalanische Meisterschaft gegen den FC Martinenc aus den Vororten Barcelonas. In der Winterpause kam der Deutsche FC Prag auf Besuch zu zwei Spielen und nahm ein Unentschieden mit nach Hause. Ende Februar gewann der FC Barcelona beim FC Terassa mit 6:0 und damit auch die Liga von Katalonien. Darauf folgten die Spiele um den Pokal von Spanien, die Copa del Rey 1925, dem einzigen nationalen Wettbewerb Spaniens in jener Zeit. Anfang Mai gewann Barcelona das Pokalfinale gegen den Arenas Club aus Bilbao in Sevilla mit 2:0, womit Walter seinen zweiten Titel eingesammelt hatte und was zugleich der Auftakt einer goldenen Ära des Vereins in den 1920er Jahren war. 
Als 1926 in Spanien der Profifußball eingeführt wurde, gehörte Walter dazu. Gemeinsam mit seinen Mitspielern Josep Samitier, dem ungarischen Torhüter Ferenc Plattkó und Ricardo Zamora von Espanyol Barcelona galt er als einer der Stars des spanischen Fußballs. Zeitungen schrieben über Walter als „…Spaniens, ja des Kontinents besten Verteidiger aller Zeiten.“
Im Juli 1928 unternahm der FC Barcelona eine Reise nach Südamerika, wo die Mannschaft nach 20 Tagen auf See Buenos Aires erreichte. Dort spielte sie mit Walter, der in allen Spielen zum Einsatz kam, unter anderem gegen eine Auswahl Argentiniens und gegen Clubs wie CA Boca Juniors und CA Independiente aus Buenos Aires sowie CA Peñarol aus Montevideo.
In der Zeitung El Diario de Buenos Aires erschien am 14. August 1928 ein Artikel über Walter, in dem er als „…eine der stärksten Stützen der „Azulgrana“-Mannschaft (d. h. die „Blau-Granatroten“ nach den Trikotfarben des FC Barcelona) und gleichzeitig als einer der Spieler, der die meisten Sympathien in Barcelona genießt“, bezeichnet wurde.
In Spanien verehrt und auf Sammelbildern verewigt, ist Walter auch zu seiner aktiven Zeit in Deutschland weitgehend unbekannt geblieben. Berichte über ausländische Ligen waren in der deutschen Fachpresse zwar seinerzeit schon üblich, nahmen aber nur begrenzten Raum ein. An Einsätze in der deutschen Nationalmannschaft war auch nicht zu denken. Zum einen war der deutsche Fußball zur damaligen Zeit noch, zumindest offiziell, dem Amateurgedanken verschrieben, und zum anderen wäre dem auch die Logistik mit tagelangen Eisenbahnreisen zu den Spielen und zurück entgegengestanden.
Gelegentlich wurde aber doch in Deutschland Notiz von den Leistungen des Auslandsprofis genommen. Als der Journalist und Gründer der Sportzeitschrift kicker, Walther Bensemann, 1929 anlässlich eines FIFA-Kongresses während der Weltausstellung in Barcelona weilte, nahm er auch an der Einweihung des Sportstadions auf dem Montjuїc, dem Hausberg Barcelonas, teil. Eine Stadtauswahl Barcelonas mit Emil Walter traf dort am 20. Mai 1929 auf den „frischgebackenen“ FA-Cup-Sieger Bolton Wanderers aus England, der mit 0:4 verlor.
Bensemann zeigte sich erstaunt und schrieb danach im kicker: „Der beste Mann auf dem Platz,…, war der in Barcelona ansässige Emil Walter aus Brötzingen bei Pforzheim, ein ebenso guter Fußballspieler, wie patenter Mensch. Nichts hat mich in Barcelona so sehr gefreut, als bei diesem Spiel einen Landsmann in so angenehmer Rolle wirken zu sehen“.
Das Ende von Walters Fußballerlaufbahn kam am 27. Mai 1930, als er sich in Saragossa bei einer 0:4-Niederlage im Halbfinalspiel um den spanischen Pokal von 1930 gegen den Athletic Club aus Bilbao im Zweikampf mit Guillermo Gorostiza eine schwere Meniskusverletzung zuzog. Im November versuchte er ein Comeback im Spiel gegen CF Badalona, in dem er aber, wie in zwei weiteren Spielen, nur belegen konnte, dass er den Anforderungen nicht mehr entsprechen konnte. Zum Ende der Saison trennte sich der FC Barcelona von ihm. Im Oktober 1933 nahm er noch einmal am Training des FC Barcelona teil, um sich für ein Benefizspiel vorzubereiten.

## Erfolge
- Spanischer Meister 1929
- Spanischer Pokal-Sieger 1925, 1926, 1928
- Torneo de Campeones: 1927/28
- Katalanische Meisterschaft: 1924/25, 1925/26, 1926/27, 1927/28, 1929/30, 1930/31

## Abseits des Fußballsports
Nach seiner Rückkehr nach Deutschland arbeitete Walter aufgrund seiner Sprachkenntnisse als Verkaufs-Korrespondent im Außenhandel für Firmen in Remscheid und Gaggenau, später auch wieder in seiner Heimatstadt Pforzheim in der Schmuckbranche.
Neben seiner beruflichen Tätigkeit in Remscheid betreute er dort den RSV 09 Hückeswagen als Trainer. In der Saison 1936/37 führte er seine Mannschaft zur Meisterschaft in der 2. Kreisklasse, verbunden mit dem Aufstieg in die nächsthöhere Liga.
Während des Krieges war er mit den deutschen Truppen an der Pyrenäen-Grenze zwischen Frankreich und Spanien. Eines Tages reiste er mit seinem Offiziersmotorrad zum Montjuich-Stadion um seinem guten Freund Picard, in dessen Haus er zusammen mit dem Nationalspieler Portas gewohnt hatte, als dieser bei Barcelona spielte, die Hand zu schütteln.
Nach dem Ende des Zweiten Weltkriegs übernahm er verschiedene Funktionen im Vorstand seines ehemaligen Vereins Germania Brötzingen.
Die Kontakte nach Spanien rissen indes durch den Zweiten Weltkrieg und seine verheerenden Folgen nicht komplett ab. Freunde in Barcelona erfuhren von der wirtschaftlichen Not Walters und seiner Familie im kriegszerstörten Pforzheim, wohin er zu Beginn der 1940er Jahre zurückgekehrt war. Zusammen mit ehemaligen Mitspielern und dem FC Barcelona organisierten sie einen Hilfsfonds für Walter. 1947 wurde mit SUBSRIBCIÓN PRO-WALTER zu Geldspenden für Emil Walter aufgerufen, um den Einkauf von Lebensmitteln und den Versand von Hilfspaketen nach Deutschland zu ermöglichen.
Im Jahr 1948 erschien dann eine Sondermarke ohne postalischen Wert, mit einem Bild Walters und der Aufschrift PRO-WALTER, die als Zusatzmarke zu Gunsten des Fonds erworben und mit der normalen Frankierung auf Briefen und Hilfssendungen an Walter verschickt werden konnte.
Zum 50-jährigen Clubjubiläum im Jahr 1949 war Emil Walter als einer der Vertreter der „goldenen Ära“ nach Barcelona eingeladen, die Ausreise wurde ihm allerdings von der alliierten Verwaltung untersagt.
Doch der Verein ließ nicht locker. Ein Jahr später gelang es Walter, gemeinsam mit seiner Frau, die erneute Einladung anzunehmen und die Reise nach Katalonien anzutreten. Der Empfang in der Stadt soll überwältigend gewesen sein; am 15. März 1950 empfing schon am Bahnhof eine große Menschenmenge den ehemaligen Mannschaftskapitän und seine Begleiterin, er wurde gefeiert, von der Lokalpresse interviewt und vor dem Hotel bildeten sich Menschentrauben. Am 26. März 1950 fand dann im Stadion Les Corts ein Ehrenspiel für Emil Walter statt. Vor über 40.000 Zuschauern trafen die aktuellen Teams des FC Barcelona und des Lokalrivalen Espanyol Barcelona aufeinander, Walter führte den Anstoß aus. Einen Tag später jubelte eine lokale Zeitung: „Spanien hat einen Mann empfangen, wie noch kein Fußballer der alten Generation jemals von einer Stadt, einem Verein, einem ganzen Land empfangen wurde.“
Es war sein letzter Besuch in seiner Wahlheimat. Schon damals beklagte er sich gegenüber einem spanischen Freund über nachhaltige Magenbeschwerden. Bald nach der Rückkehr aus Barcelona verschlimmerten sich seine Symptome zusehends. Sein enger Freund Antonio Alvareda berichtete bald von einem unheilbaren Leiden. Pläne, eventuell nach Spanien zurückzukehren, zerschlugen sich. Emil Walter starb am 1. März 1952.
Der FC Barcelona trat bei seiner nächsten Partie mit Trauerflor an. Der 1. FC Pforzheim hielt nach einer halben Stunde der Zweitligabegegnung mit dem FC Wacker München eine Gedenkminute für ihn ab.

## Sonstiges
Auf spanischen Internetseiten erscheint der Fußballer zum Teil als Emili(o) Walter Buckhard. In Spanien ist es gebräuchlich, den Geburtsnamen der Mutter dem Vatersnamen anzufügen. Dieser war allerdings Burkhardt. Durch eine fehlerhafte Schreibweise wurde dieser dann zu „Buckhard“ verändert.